# Сімоне Саббіоні
Сімоне Саббіоні (італ. Simone Sabbioni, 3 жовтня 1996) — італійський плавець.
Учасник Олімпійських Ігор 2016 року.
Призер Чемпіонату світу з плавання на короткій воді 2014 року.
Призер Чемпіонату Європи з водних видів спорту 2016, 2020 років.
Чемпіон Європи з плавання на короткій воді 2015, 2017 років.